# Salmo 49
El salmo 49  es, según la numeración hebrea, el cuadragésimo noveno salmo del Libro de los salmos de la Biblia. Corresponde al salmo 48 según la numeración de la Biblia Septuaginta griega, empleada también en la Vulgata latina. Por este motivo, recogiendo la doble numeración, a este salmo también se le refiere como el salmo 49 (48).
El salmo fue escrito por los hijos de Coré después de reconocer la codicia de su padre por la riqueza como la raíz de su caída, y para enseñar que el propósito de la vida en la tierra es mejorar su desarrollo espiritual y prepararse para el mundo venidero.

## Usos

### Judaísmo
- Se recita el día de la parashá Shekalim .[3]
- Se recita siguiendo a Shajarit y Arvit  en una casa de duelo .
- El versículo 6 se encuentra en el Fundamento del Arrepentimiento recitado en la víspera de Rosh Hashaná .

### Calvinismo
La Reforma de la teología de Calvino , por lo que se describen los salmos del argumento:
Porque, como en su mayor parte, sucede que los hombres malvados, o entre las cosas terrenales, con otras delicias, ligados a los exitosos y afortunadamente hacen el bien, para ser verdaderos, sin embargo, adoradores de Dios, o de actos contrarios, presionados por o bajo los de la miseria de su enfermedad puede: incluso en el pasado demasiado en mi buena fortuna ella se enorgullece de ello, y otros, abatidos, es enseñado por el Profeta , que aunque los bienes del profeta abunden a todos los hombres profanos según sus deseos, mientras sean extraños, son de Dios, por lo que él no se complace en ellos, su felicidad en la sombra, que es como un sueño que se desvanece, menos que desear. Los buenos son de manera abusiva, aunque debieran ser tratados, o pueden ser afligidos por muchos males, pero eso era de Dios, por lo que al fin fueron tan deseados. 

## Texto
La siguiente tabla muestra el texto en hebreo del salmo con vocales, junto con el texto en griego koiné de la Septuaginta  y la traducción al español de la Biblia del Rey Jacobo. Tenga en cuenta que el significado puede diferir ligeramente entre estas versiones, ya que la Septuaginta y el texto masorético provienen de tradiciones textuales diferentes.  En la Septuaginta, este salmo está numerado como Salmo 48.
| #     | Hebreo                                                                              | Español | Griego |
| ----- | ----------------------------------------------------------------------------------- | --- | --- |
| [ 7 ] | לַמְנַצֵּ֬חַ ׀ לִבְנֵי־קֹ֬רַח מִזְמֽוֹר׃                                                             | (Al músico principal, salmo para los hijos de Coré). | Εἰς τὸ τέλος· τοῖς υἱοῖς Κορὲ ψαλμός. - |
| 1     | שִׁמְעוּ־זֹ֭את כׇּל־הָעַמִּ֑ים הַ֝אֲזִ֗ינוּ כׇּל־יֹ֥שְׁבֵי חָֽלֶד׃                                               | Escuchad esto, todos los pueblos; prestad atención, todos los habitantes del mundo:                                                                                             | ΑΚΟΥΣΑΤΕ ταῦτα, πάντα τὰ ἔθνη, ἐνωτίσασθε πάντες οἱ κατοικοῦντες τὴν οἰκουμένην,                                                                                            |
| 2     | גַּם־בְּנֵ֣י אָ֭דָם גַּם־בְּנֵי־אִ֑ישׁ יַ֝֗חַד עָשִׁ֥יר וְאֶבְיֽוֹן׃                                              | Tanto los humildes como los poderosos, los ricos y los pobres, juntos. | οἵ τε γηγενεῖς καὶ οἱ υἱοὶ τῶν ἀνθρώπων, ἐπὶ τὸ αὐτὸ πλούσιος καὶ πένης. |
| 3     | פִּ֭י יְדַבֵּ֣ר חׇכְמ֑וֹת וְהָג֖וּת לִבִּ֣י תְבוּנֽוֹת׃                                                     | Mi boca hablará de sabiduría, y la meditación de mi corazón será de entendimiento.                                                                                              | τὸ στόμα μου λαλήσει σοφίαν καὶ ἡ μελέτη τῆς καρδίας μου σύνεσιν· |
| 4     | אַטֶּ֣ה לְמָשָׁ֣ל אׇזְנִ֑י אֶפְתַּ֥ח בְּ֝כִנּ֗וֹר חִידָתִֽי׃                                                     | Inclinaré mi oído a una parábola: abriré mi oscuro dicho con el arpa. | κλινῶ εἰς παραβολὴν τὸ οὖς μου, ἀνοίξω ἐν ψαλτηρίῳ τὸ πρόβλημά μου. |
| 5     | לָ֣מָּה אִ֭ירָא בִּ֣ימֵי רָ֑ע עֲוֺ֖ן עֲקֵבַ֣י יְסוּבֵּֽנִי׃                                                   | ¿Por qué temeré en los días malos, cuando la iniquidad de mis talones me rodea?                                                                                                 | ἱνατί φοβοῦμαι ἐν ἡμέρᾳ πονηρᾷ; ἡ ἀνομία τῆς πτέρνης μου κυκλώσει με. |
| 6     | הַבֹּטְחִ֥ים עַל־חֵילָ֑ם וּבְרֹ֥ב עׇ֝שְׁרָ֗ם יִתְהַלָּֽלוּ׃                                                    | Los que confían en sus riquezas y se jactan de la multitud de sus riquezas; | οἱ πεποιθότες ἐπὶ τῇ δυνάμει αὐτῶν καὶ ἐπὶ τῷ πλήθει τοῦ πλούτου αὐτῶν καυχώμενοι,                                                                                          |
| 7     | אָ֗ח לֹא־פָדֹ֣ה יִפְדֶּ֣ה אִ֑ישׁ לֹא־יִתֵּ֖ן לֵאלֹהִ֣ים כׇּפְרֽוֹ׃                                              | Ninguno de ellos puede redimir a su hermano, ni dar a Dios un rescate por él:                                                                                                   | ἀδελφὸς οὐ λυτροῦται, λυτρώσεται ἄνθρωπος; οὐ δώσει τῷ Θεῷ ἐξίλασμα ἑαυτοῦ                                                                                                  |
| 8     | וְ֭יֵקַר פִּדְי֥וֹן נַפְשָׁ֗ם וְחָדַ֥ל לְעוֹלָֽם׃                                                         | (Porque preciosa es la redención de sus almas, y cesa para siempre:) | καὶ τὴν τιμὴν τῆς λυτρώσεως τῆς ψυχῆς αὐτοῦ. καὶ ἐκοπίασεν εἰς τὸν αἰῶνα |
| 9     | וִיחִי־ע֥וֹד לָנֶ֑צַח לֹ֖א יִרְאֶ֣ה הַשָּֽׁחַת׃                                                         | Para que viva para siempre y no vea la corrupción. | καὶ ζήσεται εἰς τέλος· οὐκ ὄψεται καταφθοράν, |
| 10    | כִּ֤י יִרְאֶ֨ה ׀ חֲכָ֘מִ֤ים יָמ֗וּתוּ יַ֤חַד כְּסִ֣יל וָבַ֣עַר יֹאבֵ֑דוּ וְעָזְב֖וּ לַאֲחֵרִ֣ים ח ֵילָֽם׃                       | Porque ve que los sabios mueren, y que los necios y los insensatos perecen, y dejan su riqueza a otros.                                                                         | ὅταν ἴδῃ σοφοὺς ἀποθνήσκοντας. ἐπὶ τὸ αὐτὸ ἄφρων καὶ ἄνους ἀπολοῦνται καὶ καταλείψουσιν ἀλλοτρίοις τὸν πλοῦτον αὐτῶν,                                                       |
| 11    | קִרְבָּ֤ם בָּתֵּ֨ימוֹ ׀ לְֽעוֹלָ֗ם מִ֭שְׁכְּנֹתָם לְד֣וֹר וָדֹ֑ר קָרְא֥וּ בִ֝שְׁמוֹתָ֗ם עֲלֵ ֣י אֲדָמֽוֹת׃                          | Su pensamiento interior es que sus casas perdurarán para siempre, y sus moradas por todas las generaciones; llaman a sus tierras con sus propios nombres.                       | καὶ οἱ τάφοι αὐτῶν οἰκίαι αὐτῶν εἰς τὸν αἰῶνα, σκηνώματα αὐτῶν εἰς γενεὰν καὶ γενεάν. ἐπεκαλέσαντο τὰ ὀνόματα αὐτῶν ἐπὶ τῶν γαιῶν αὐτῶν.                                    |
| 12    | וְאָדָ֣ם בִּ֭יקָר בַּל־יָלִ֑ין נִמְשַׁ֖ל כַּבְּהֵמ֣וֹת נִדְמֽוּ׃                                                 | Sin embargo, el hombre, estando en honor, no permanece; es como las bestias que perecen.                                                                                        | καὶ ἄνθρωπος ἐν τιμῇ ὢν οὐ συνῆκε, παρασυνεβλήθη τοῖς κτήνεσι τοῖς ἀνοήτοις καὶ ὡμοιώθη αὐτοῖς.                                                                             |
| 13    | זֶ֣ה דַ֭רְכָּם כֵּ֣סֶל לָ֑מוֹ וְאַחֲרֵיהֶ֓ם ׀ בְּפִיהֶ֖ם יִרְצ֣וּ סֶֽלָה׃                                           | Este es su camino, su necedad; pero sus descendientes aprueban sus dichos. Selah.                                                                                               | αὕτη ἡ ὁδὸς αὐτῶν σκάνδαλον αὐτοῖς, καὶ μετὰ ταῦτα ἐν τῷ στόματι αὐτῶν εὐδοκήσουσι. (διάψαλμα).                                                                             |
| 14    | כַּצֹּ֤אן ׀ לִ֥שְׁא֣וֹל שַׁתּוּ֮ מָ֤וֶת יִ֫רְעֵ֥ם וַיִּרְדּ֘וּ בָ֤ם יְשָׁרִ֨ים ׀ לַבֹּ֗קֶר (וצירם) [וְ֭צוּרָם] לְבַלּ֥וֹת שְׁא֗וֹל מִזְּבֻ֥ל לֽוֹ׃ | Como ovejas son puestos en la tumba; la muerte se alimentará de ellos; y los justos dominarán sobre ellos por la mañana; y su belleza se consumirá en la tumba desde su morada. | ὡς πρόβατα ἐν ᾅδῃ ἔθεντο, θάνατος ποιμανεῖ αὐτούς· καὶ κατακυριεύσουσιν αὐτῶν οἱ εὐθεῖς τὸ πρωΐ, καὶ ἡ βοήθεια αὐτῶν παλαιωθήσεται ἐν τῷ ᾅδῃ, ἐκ τῆς δόξης αὐτῶν ἐξώσθησαν. |
| 15    | אַךְ־אֱלֹהִ֗ים יִפְדֶּ֣ה נַ֭פְשִׁי מִֽיַּד־שְׁא֑וֹל כִּ֖י יִקָּחֵ֣נִי סֶֽלָה׃                                           | Pero Dios rescatará mi alma del poder de la tumba, pues él me recibirá. Selah.                                                                                                  | πλὴν ὁ Θεὸς λυτρώσεται τὴν ψυχήν μου ἐκ χειρὸς ᾅδου, ὅταν λαμβάνῃ με. (διάψαλμα).                                                                                           |
| 16    | אַל־תִּ֭ירָא כִּֽי־יַעֲשִׁ֣ר אִ֑ישׁ כִּי־יִ֝רְבֶּ֗ה כְּב֣וֹד בֵּיתֽוֹ׃                                              | No temas cuando alguien se hace rico, cuando aumenta la gloria de su casa; | μὴ φοβοῦ, ὅταν πλουτήσῃ ἄνθρωπος καὶ ὅταν πληθυνθῇ ἡ δόξα τοῦ οἴκου αὐτοῦ·                                                                                                  |
| 17    | כִּ֤י לֹ֣א בְ֭מוֹתוֹ יִקַּ֣ח הַכֹּ֑ל לֹֽא־יֵרֵ֖ד אַחֲרָ֣יו כְּבוֹדֽוֹ׃                                             | Porque cuando muera, no se llevará nada; su gloria no descenderá tras él. | ὅτι οὐκ ἐν τῷ ἀποθνήσκειν αὐτὸν λήψεται τὰ πάντα, οὐδὲ συγκαταβήσεται αὐτῷ ἡ δόξα αὐτοῦ.                                                                                    |
| 18    | כִּֽי־נַ֭פְשׁוֹ בְּחַיָּ֣יו יְבָרֵ֑ךְ וְ֝יוֹדֻ֗ךָ כִּי־תֵיטִ֥יב לָֽךְ׃                                               | Aunque mientras vivió bendijo su alma, los hombres te alabarán cuando hagas el bien.                                                                                            | ὅτι ἡ ψυχὴ αὐτοῦ ἐν τῇ ζωῇ αὐτοῦ εὐλογηθήσεται· ἐξομολογήσεταί σοι, ὅταν ἀγαθύνῃς αὐτῷ.                                                                                     |
| 19    | תָּ֭בוֹא עַד־דּ֣וֹר אֲבוֹתָ֑יו עַד־נֵ֝֗צַח לֹ֣א יִרְאוּ־אֽוֹר׃                                              | Él irá a la generación de sus padres; nunca verán la luz. | εἰσελεύσεται ἕως γενεᾶς πατέρων αὐτοῦ, ἕως αἰῶνος οὐκ ὄψεται φῶς. |
| 20    | אָדָ֣ם בִּ֭יקָר וְלֹ֣א יָבִ֑ין נִמְשַׁ֖ל כַּבְּהֵמ֣וֹת נִדְמֽוּ׃                                                 | El hombre que está en honor y no entiende, es como las bestias que perecen. | καὶ ἄνθρωπος ἐν τιμῇ ὢν οὐ συνῆκε, παρασυνεβλήθη τοῖς κτήνεσι τοῖς ἀνοήτοις καὶ ὡμοιώθη αὐτοῖς.                                                                             |

## Comentarios
Alexander Kirkpatrick , en el comentario de Cambridge Bible for Schools and Colleges , señala que este Salmo se dirige a “todos los pueblos” con un tema de interés común para toda la humanidad: ¿no es la riqueza , después de todo, la fuerza maestra del mundo? ¿No debe temblar el pobre ante su poder y rendir tributo a su esplendor? En respuesta, "el salmista expresa su propia fe en que la justicia finalmente triunfará".

### De la iglesia católica
El Salmo 49, último del grupo atribuido a los hijos de Coré, representa un giro desde la contemplación de Sión hacia una reflexión sapiencial sobre la condición humana. A diferencia de los salmos anteriores que exaltaban la presencia de Dios en Jerusalén, este texto se dirige a toda la humanidad (vv. 2-5) con una enseñanza que trasciende fronteras: la verdadera seguridad del hombre no radica en la riqueza, sino en la confianza en Dios.
El salmista desarrolla su mensaje en dos grandes secciones. La primera (vv. 6-12) denuncia la ilusión de los poderosos que confían en sus bienes y posición social, recordando que la muerte iguala a todos y que ni el dinero ni la fama pueden redimir la vida. La segunda sección (vv. 13-20) profundiza en este contraste: los ricos mueren como todos, sin llevarse nada, mientras que el justo espera ser rescatado por Dios (v. 16). El estribillo repetido en los vv. 13 y 21 refuerza la idea central: quien vive sin sabiduría, aun con poder y riqueza, acaba como las bestias. Esta enseñanza se enlaza con las palabras de Jesús en los Evangelios: la vida no depende de las posesiones (cf. Mt 6,27) y de nada sirve ganar el mundo si se pierde la vida (cf. Mt 16,26). El salmo transmite, en clave sapiencial, una advertencia atemporal sobre el límite de los bienes materiales y la necesidad de vivir con sentido trascendente.

#### A los versículos 1-13
Con tono sentencioso y resonancias proféticas, el salmista se alza como voz de sabiduría dirigida a todos los pueblos, sin distinción ni privilegios (vv. 2-3). Habla desde la meditación interior y la tradición recibida (vv. 4-5), proclamando con la cítara —en el marco litúrgico del Templo— una verdad que interpela al corazón del hombre. Su palabra no es mera opinión, sino sabiduría revelada. Los ricos, en quienes se encarna la autosuficiencia del impío (cf. Sal 37), son desenmascarados: confían en sus riquezas como si pudieran con ellas asegurar su existencia (vv. 6-7). Pero la vida no se compra, no hay rescate con oro para el alma humana (vv. 8-10). La muerte, imparcial y soberana, se impone a sabios, insensatos y poderosos por igual (vv. 11-12; cf. Qo 2,16). Su destino es el mismo: el sepulcro como morada definitiva.
El salmista denuncia con vigor: quien no comprende esta enseñanza, quien se apoya en bienes que perecen, se degrada en su humanidad; se asemeja a las bestias que perecen (v. 21). La confianza en las riquezas es ceguera espiritual; la verdadera sabiduría es reconocer que solo Dios puede rescatar del poder de la muerte.

#### A los versículos 14-20
El Salmo 49 alcanza su momento más profundo en los versículos 14-16, donde se contraponen dos destinos: el de los que confían en sí mismos y el del justo que espera en Dios. Aunque el texto hebreo de los vv. 14-15 es oscuro, el contraste con el v. 16 permite dos interpretaciones complementarias. Si se entiende que Dios “recibe” al justo (v. 16) como lo hizo con Henoc o Elías, entonces los autosuficientes descienden irremediablemente al sepulcro. Si, en cambio, se interpreta que Dios da al justo una muerte en paz tras larga vida, entonces los impíos mueren prematuramente y con temor. En ambos casos, el mensaje es claro: el justo, aunque vulnerable ante el poder terrenal, tiene en Dios su refugio y su destino final.
Esta esperanza es la clave de la serenidad que el salmista expresa ya desde el v. 6 y que desea comunicar a quienes le escuchan. La muerte, que iguala a sabios y necios, no es el fin para quien ha puesto su confianza en Dios. La enseñanza adquiere una resonancia aún más profunda en el contexto cristiano: lo que el hombre no puede lograr —rescatar su vida—, Dios lo ha hecho por medio de Jesucristo. Él es el verdadero redentor, y su entrega revela que la vida no se asegura con bienes, sino con la entrega confiada al amor de Dios. Así, el salmo invita al desprendimiento y a la esperanza fundada en la promesa de la redención definitiva.

La única orientación del espíritu, la única dirección del entendimiento, de la voluntad y del corazón es para nosotros ésta: hacia Cristo, Redentor del hombre; hacia Cristo, Redentor del mundo. A Él nosotros queremos mirar, porque sólo en Él, Hijo de Dios, hay salvación, renovando la afirmación de Pedro: “Señor, ¿a quién iríamos? Tú tienes palabras de vida eterna”.